# 哈默角

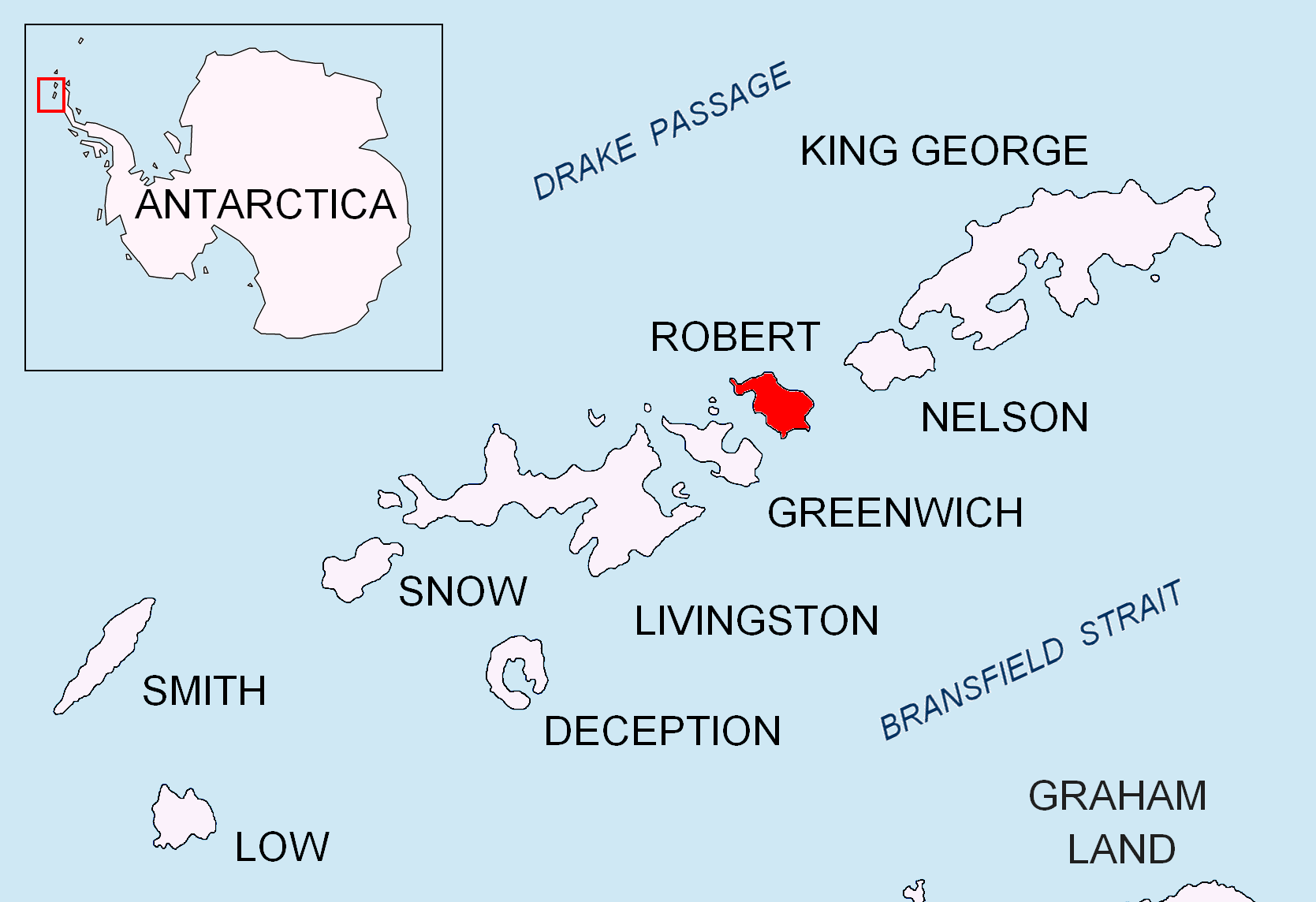

哈默角（英語：Hammer Point）是南極洲的海岬，位於南設得蘭群島中羅伯特島的北岸，處於卡塔里納角西南面2.08公里、紐韋爾角西北面6.79公里和威廉堡角東北面5.17公里。

## 外部連結
- SCAR Composite Antarctic Gazetteer（页面存档备份，存于）.

62°20′23.2″S 59°39′06.4″W / 62.339778°S 59.651778°W